# Gårdsjötjärnen, Dalarna
Gårdsjötjärnen är en sjö i Falu kommun i Dalarna och ingår i Dalälvens huvudavrinningsområde.